# Phandermopsis
Phandermopsis är ett släkte av rundmaskar. Phandermopsis ingår i familjen Phanerodermatidae.
Kladogram enligt Dyntaxa:
| Phandermopsis | \| \| Phandermopsis caudata \| \| \| \| \| \| Phandermopsis suecica \| \| \| \| |
|               | \| \| Phandermopsis caudata \| \| \| \| \| \| Phandermopsis suecica \| \| \| \| |
|               | Crenopharynx                                                                    |
|               |                                                                                 |
|               | Klugea                                                                          |
|               |                                                                                 |
|               | Micoletzkyia                                                                    |
|               |                                                                                 |
|               | Phanoderma                                                                      |
|               |                                                                                 |
|               | Phandermopsis caudata                                                           |
|               |                                                                                 |
|               | Phandermopsis suecica                                                           |
|               |                                                                                 |

|  | Phandermopsis caudata |
|  |                       |
|  | Phandermopsis suecica |
|  |                       |